# 나츠야기 이사오
나츠야기 이사오(일본어: 夏八木勲 なつやぎいさお[*], 영어: Natsuyagi Isao, 1939년 12월 25일 ~ 2013년 5월 11일)는 일본의 배우, 성우, 가수이다.
아다치구에서 태어났으며 가마쿠라시에서 사망하였다.

## 방송
- 고잉 마이 홈
- GOLD
- 챌린지드
- 부호형사
- 에이스를 노려라!

## 영화
- 당신을 위한 선물 (2013년)
- 영원의 제로 (2013년) - 켄이치로 역
- 산고 레인저 (2013년)
- 히마와리와 나의 7일 (2013년) - 나가토모 타카오 역
- 뇌남 (2013년)
- 그렇게 아버지가 된다 (2013년) - 료스케 역
- 고잉 마이 홈 (2012년)
- 희망의 나라 (2012년) - 야스히코 역
- 맥아더 : 일본 침몰에 관한 불편한 해석 (2012년) - 세키야 테이자무로 역
- 여기는 잘나가는 파출소 더 무비: 카치도키 다리를 봉쇄하라! (2011년)
- 안달루시아 여신의 보복 (2011년)
- 무사 노보우: 최후의 결전 (2011년)
- 마이웨이 (2011년) - 타츠오 조부 역
- 파트너즈 (2010년)
- 로스트 크라임: 섬광 (2010년)
- 은폐지령 (2009년)
- 화천의 성 (2009년)
- 츠루기다케 점의 기록 (2009년)
- 오센 (2008년)
- 비잔 (2007년) - 시노자키 코지로 역
- 프로포즈 대작전 (2007년)
- 부호형사 디럭스 (2006년) - 칸베 요시히사에몬 역
- 우미자루 2 - 리미트 오브 러브 (2006년)
- 히나곤 (2005년)
- 고도 (2005년) - 사다 타키치로 역
- 부호형사 (2005년) - 칸베 요시히사에몬 역
- 브레스 레스 (2005년)
- 심슨즈 (2005년)
- 모래 그릇 (2004년)
- 아모레토 (2004년)
- 커튼콜 (2004년) - 하시모토 타츠야 역
- 도쿄만 풍경 (2004년)
- 에이스를 노려라! (2004년)
- 쇼콜라 (2003년)
- 핫 맨 (2003년)
- 칼잡이 긴지 (2003년)
- 트라이 (2003년)
- 태양은 또 뜬다 (2002년)
- 달의 사막 (2001년)
- 붉은 다리 아래 따뜻한 물 (2001년)
- 호타루 (2001년)
- 시나노의 콜롬보 (1998년)
- 잠자는 숲 (1998년)
- 오다 노부나가 (1998년)
- 은하철도 999 - 이터널 판타지 (1998년)
- 낚시 바보 일지 10 (1998년) - 이와시타 코사쿠 역
- 킨다이치 소년의 사건부 1 (1995년)
- 신 야쿠자의 아내들 (1991년)
- 격동의 1750일 (1990년)
- 마지막 유보트 (1990년)
- 할로 저택의 비극 (1985년)
- 상하이 반스킹 (1984년)
- 오밤중의 마을 (1983년)
- 아마기 고개 (1983년)
- 지 아이 사무라이 (1979년)
- 킨다이치 코스케의 모험 (1979년)
- 전국자위대 (1979년)
- 프루프 오브 와일드니스 (1978년)
- 유생일족의 음모 (1978년)
- 인간의 증명 (1977년)
- 팔묘촌 (1977년)
- 일본 침몰 (1973년)
- 여죄수 사소리 1 - 701호 여죄수 사소리 (1972년)
- 내해의 고리 (1971년)